# Daniel Wheeler Bursch
Daniel Wheeler Bursch   (Bristol, 25 de juliol de 1957) és un astronauta de la NASA i Capità de la Marina dels Estats Units. Ha realitzat quatre vols espacials, els tres primers van ser missions del Transbordador Espacial amb una durada de 10 a 11 dies cadascun. El seu quart i últim vol espacial va ser una estada de llarga duració a bord de l'Estació Espacial Internacional com a tripulant de l'Expedició 4, que va durar de desembre de 2001 al juny de 2002. Aquesta missió de 196 dies va establir un nou rècord de duració de vol espacial d'un astronauta americà, un rècord que també va realitzar alhora el seu company de tripulació Carl Walz. Aquest rècord va ser batut en el 2010 per Michael Lopez-Alegria, que va realitzar un vol espacial de 215 dies com a Comandant de l'Expedició 14.